# MBC Every 1
MBC Every 1 é um canal de televisão por assinatura sul-coreano, especializando-se em programação de variedades relacionadas ao entretenimento. Ela faz parte da MBC Plus, uma subsidiária da Munhwa Broadcasting Corporation.

## Programas
Estes são os programas atuais da MBC Every 1:

### Programas de variedades
- Weekly Idol
- Idol Show
- Star Show 360
- Video Star
- Showtime

### Programação especial
- MelOn Music Awards (2012-presente, simulcast na MBC Music)[1]